# Basílica Úlpia

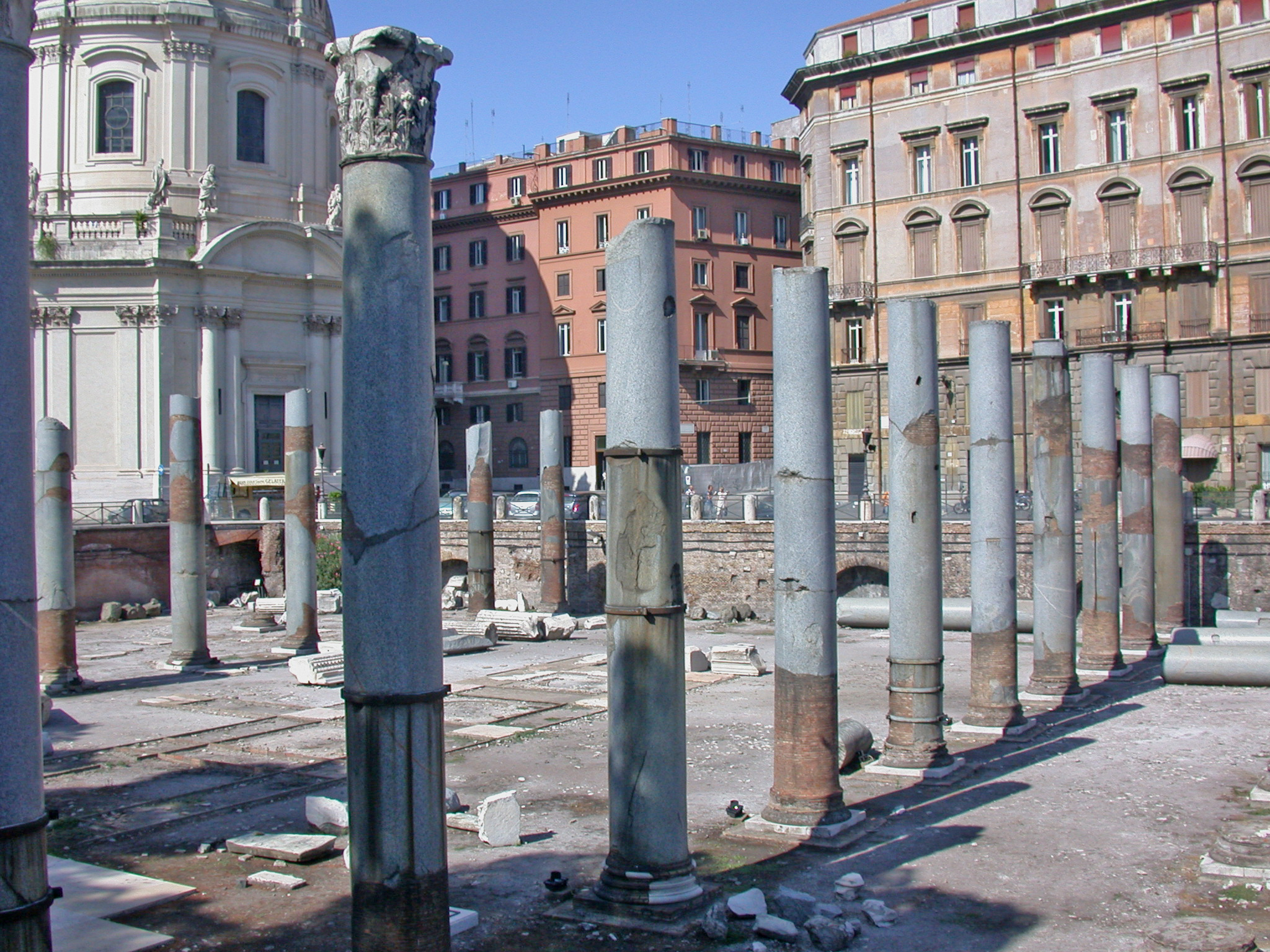
Ruïnes de la basílica Úlpia

La basílica Úlpia era un edifici que formava part del fòrum de Trajà, als fòrums imperials de Roma. Una basílica, a l'antiga Roma, era un edifici administratiu, i servia per a les transaccions comercials a gran escala i també era un lloc on s'administrava justícia.
Aquesta basílica la va construir l'arquitecte siri Apol·lodor de Damasc entre els anys 98 i 112, i es va edificar per ordre de l'emperador Trajà, que portava per nom complet Marc Ulpi Trajà. Era una basílica de grans dimensions, la més gran de Roma, i feia 117 per 55 metres. Era la basílica més important després de la Basílica Emília i la Basílica Júlia. Quan es va acabar de construir, una part important de la vida política de la ciutat es va traslladar del Fòrum Romà al Fòrum de Trajà, fins que es va aixecar la Basílica de Maxenci l'any 306.
La basílica comptava amb un cos central (amb marbres exòtics de colors estranys com ara groc, verd, etc.) i dos absis. Va ser finançada per les guerres dàcies, que van acabar a principis del segle ii. Va ser una obra mestra en les seues proporcions i la basílica més gran de la seua època. Constantí I el Gran quedà embadalit amb el monument quan va visitar els fòrums imperials al segle iii. A l'edat mitjana els seus marbres es van utilitzar per a fer els edificis i les esglésies que es van construir damunt del fòrum. Va ser al segle xix quan els vestigis arqueològics van sorgir a la llum, al costat de la columna de Trajà.